# Torre Ovo-Librari-Trullo di Mare
Torre Ovo, Librari e Trullo di Mare (Torri Ovu-Librari-Truddu ti Mare in dialetto locale) costituiscono, nel complesso, la Marina di Torricella, una frazione del comune di Torricella, in provincia di Taranto. 
La frazione è situata sulla costa jonica ed è costituita da 3 centri principali: 
- Torre Ovo (o Torre dell'Ovo) è il centro più orientale. Si chiama così poiché è molto vicino alla torre saracena, che le dà il nome, ma che in realtà sorge su un suolo che amministrativamente appartiene al comune di Maruggio.
- Librari è situato tra Torre Ovo e Trullo di Mare ( o Truglione ).
- Trullo di Mare ( o Truglione ) è la frazione più occidentale che continua con lo stesso nome nel comune di Lizzano.

## Torre Ovo
Torre Ovo è posta circa 6 km a sud di Torricella e circa 35 km a sud-est da Taranto. Una porzione minore del territorio, tuttavia, è amministrativamente parte del comune di Maruggio, anch'esso in provincia di Taranto. Su tale porzione sorge la torre saracena che dà il nome alla località. Nonostante tale divisione amministrativa, la località è comunque considerata un unicum.
Torre Ovo, assieme alle località di Trullo di Mare e Librari, costituisce la Marina di Torricella. Ad ogni modo, Torre Ovo non confina direttamente con Torricella, bensì con un'ulteriore frazione dello stesso Comune, denominata Monacizzo, anche se, come è solito nelle zone rurali del Salento, tra Torre Ovo e Monacizzo e tra Monacizzo e Torricella corrono diversi ettari di terra disabitata e coltivata prevalentemente a vite, tanto che, più che confinanti, le zone sembrano essere invero isolate l'una dall'altra.
Il territorio di Torre Ovo, approssimativamente vasto 2,5 km², si può idealmente dividere in tre zone:
- Zona litoranea - È la zona che costeggia il mare, a partire dal confine con la località di Librari, a nord-ovest, fino alla zona della torre, verso sud-est. Molto frequentata nelle serate estive, quando i turisti usano passeggiare, nella zona vi sono due piazzette, in una delle quali vengono annualmente organizzati dal Comune spettacoli teatrali, concerti ed intrattenimenti. La spiaggia è per lo più sabbiosa e la rena ha la particolarità di essere costituita in massima parte da frammenti microscopici di conchiglie. Il mare, particolarmente salato, si fa apprezzare per l'acqua cristallina.
- Zona collinare - In tale zona, nell'interno, verso nord, poco distante dal mare, sorgono numerose villette. Vi è poi un vasto appezzamento terriero, coltivato in gran parte a vite e in minima ad olivo, in cui si trova anche una vecchia masseria ottocentesca, oggi praticamente abbandonata.
- Zona della Torre - La torre si trova su un'area sopraelevata a strapiombo sul mare. A tale zona si perviene percorrendo la litoranea in direzione sud-est, verso la località di Campomarino di Maruggio, distante circa 6 km. Come già detto, tale zona appartiene amministrativamente al Comune di Maruggio. Nonostante nella zona della Torre non ci sia una spiaggia in senso proprio, è possibile scendere dalla torre su una piattaforma di roccia e da lì bagnarsi in mare. Al largo di tale piattaforma si trova una formazione rocciosa di medie dimensioni, chiamata dagli autoctoni l'isolotto, che può essere raggiunta a nuoto.

La popolazione residente a Torre Ovo è assai scarsa, approssimativamente nell'ordine delle dieci unità, ma la località si popola di turisti in estate. Essi provengono perlopiù dai vicini comuni di Sava, Torricella, Fragagnano o dalla città di Taranto e, in minor misura, da altri comuni del circondario. Si registra poi una nutrita presenza di turisti provenienti dal napoletano e dal nolano, oltre che da Torino. Tuttavia, mentre i torinesi che usano passare la stagione estiva a Torre Ovo sono in gran parte emigranti dalle zone del tarantino o loro discendenti, i campani non sono in genere originari della località e delle zone vicine. Consistente anche la presenza di turisti provenienti dall'estero, prevalentemente da Germania, Francia e Paesi Bassi, anche se si tratta perlopiù di emigranti italiani o discendenti di questi.

## Economia

### Turismo
La Marina di Torricella è una bellissima meta turistica poiché offre paesaggi molto belli, dalle scogliere di Torre Ovo alle spiagge caraibiche degli altri centri. Inoltre si può godere di un panorama che spazia per tutta la costa ionica da Gallipoli alla Calabria.

## Paesi limitrofi
- Lizzano
- Marina di Lizzano
- Torricella
- Monacizzo
- Maruggio
- Marina di Maruggio